# Sebastian Koch
Sebastian Koch (Karlsruhe, Baden-Wurtemberg, 31 de mayo de 1962) es un actor alemán, el único ganador de dos premios Adolf Grimme en un mismo año (2002), conocido internacionalmente por su papel en La vida de los otros y Zwartboek.

## Biografía
Nacido en Karlsruhe, fue criado por su madre en Stuttgart. Estudió en Múnich en la Otto-Falckenberg-Schule entre 1982 y 1985, debutando en el Theater der Jugend.
Trabajó en los teatros estatales de Ulm, Darmstadt y Berlín, interpretando, entre otros clásicos, a Friedrich Schiller y Johann Wolfgang von Goethe. Sus actuaciones en televisión y cine se especializaron en series policiales. Su consagración llegó al interpretar a Andreas Baader en Todesspiel, sumándose a sus actuaciones en Dance with the Devil - The Kidnapping of Richard Oetker, y como Klaus Mann en The Manns - A Novel of the Century, ganando el premio Adolf Grimme Award por ambos en 2002.
Encarnó a Claus von Stauffenberg en Stauffenberg para la televisión alemana en 2004 y al arquitecto Albert Speer en Speer und Er.
Su fama internacional llegó en 2006 con La vida de los otros, ganadora del Óscar de la Academia.
Puso voz al personaje Kurt Waldner en el videojuego de 2018 11-11 Memories Retold, ambientado en la Primera Guerra Mundial. 
Koch vive en Berlín con su hija, producto de su relación con la periodista Birgit Keller. Ha sido pareja de la actriz Anna Schudt y de la actriz holandesa Carice van Houten.

## Filmografía selecta
- Der Tunnel (2001)
- Amen (2002)
- Stauffenberg, conocida como Operación Valkiria (2004)
- Tödlicher Umweg, conocida como Deadly Diversion (2004)
- Speer und Er (2005)
- La vida de los otros (2006)
- Black Book (2006)
- Sea Wolf (2009)
- Unknown (2011)
- Ve stínu (2012)
- A Good Day to Die Hard (2013)
- Bridge of Spies (2015)
- La chica danesa (2015)
- Never Look Away (2018)
- Bel Canto: la última función (2018)
- En nombre de la rosa (miniserie) (2019)

## Premios
- 2001 - German Television Awards nomination - Der Tunnel.
- 2002 - Grimme Award - Die Manns; Bavarian Television Award ("Blue Panther")- Dance with the Devil.
- 2003 - DIVA Award; Napoleon.
- 2004 - Golden Gong Stauffenberg; nominación por mejor actor.
- 2005 - Blue Panther - Speer und Er.
- 2006 - Die Quadriga - The Lives of Others (con Ulrich Mühe y Florian Henckel von Donnersmarck).
- 2006 - Bambi - Mejor actor.